# Amianthium muscitoxicum
Amianthium muscitoxicum là một loài thực vật có hoa trong họ Melanthiaceae. Loài này được (Walter) A.Gray miêu tả khoa học đầu tiên năm 1837.